# Ejes musicales de Colombia

Ejes musicales de Colombia

Los Ejes musicales de Colombia son el conjunto de regiones culturales cuyas músicas folclóricas comparten géneros, estilos musicales y formatos de instrumentación. El hecho de que actualmente se puedan apreciar géneros tan distintos si se comparan los de un eje con los de otro es debido en gran parte a la geografía tan abrupta que posee el territorio colombiano que por varios siglos aisló a las diferentes regiones, manteniéndolas casi incomunicadas. Con el pasar del tiempo las regiones fueron testigo de la fusión de razas, pueblos y culturas, fruto de situaciones políticas, sociales y económicas, que fueron moldeando las concepciones estéticas de cada sociedad que habitaba en el país, haciéndose muy frecuente el hallazgo de estilos musicales con instrumentación, armonía y melodías distintas en cada eje.
A lo largo de la historia de Colombia se ha percibido como los diferentes ejes musicales se han "relevado" el protagonismo desde un punto de vista musical. Esto ha hecho que cada generación haya asociado diferentes géneros musicales como más representativos para el país. Con el pasar del tiempo y gracias a los avances tecnológicos que impactado grandemente el desarrollo de los instrumentos musicales, vemos como algunos de estos géneros se han modificado, fusionado y reinventado. Sin embargo todavía es muy común encontrar estos ritmos en su más pura esencia en cada uno de los ejes musicales.
Hoy en día se considera que en el país existen 12 ejes musicales, catalogados con esos nombres por la Centro de Documentación Musical de la Biblioteca Nacional de Colombia, con excepción del eje de valles interandinos del Pacífico. En un pasado se consideraba que en Colombia había únicamente cinco regiones musicales que se limitaban a apreciar los aspectos geográficos del país. El estudio de las músicas tradicionales folclóricas a través de estos ejes musicales se concibe como un gran avance en la búsqueda del reconocimiento, formación y salvaguardia del patrimonio musical de la nación.

## Doce ejes musicales

### Eje del Caribe Occidental
| Eje musical del Caribe Occidental |                                                                    |
|                                   |                                                                    |
| Ubicación                         | Caña de millo, instrumento común de la música de este eje musical. |

Este eje comprende los departamentos colombianos sobre el Caribe continental occidental, a saber Atlántico, Bolívar, Córdoba y Sucre, y además musicalmente las riberas del río Magdalena en los departamentos de Magdalena y César. Sus prácticas musicales son la consecuencia de la mezcla de tradiciones europeas, amerindias y negras. Durante el siglo XX con el desarrollo de las big bands, varios de los géneros musicales fueron explorando nuevos rumbos, con diferentes instrumentaciones y variaciones melódicas y armónicas. El Carnaval de Barranquilla es uno de los eventos folclóricos en donde más se explotan los ritmos de este eje musical. De esta región proviene uno de los géneros musicales más conocidos de Colombia en el mundo: La cumbia.
Formatos de instrumentación
- Grupo de millo
  - Caña de millo o flauta de millo
  - Tambor alegre
  - Tambor llamador
  - Tambora
  - Guache
  - Maracas

- Papayera
  - Redoblante
  - Bombo
  - Platillos
  - Clarinete
  - Bombardino
  - Trompeta
  - Trombón

- Ensamble de acordeón
  - Acordeón
  - Caja vallenata
  - Tumbadora o Tambor alegre
  - Guacharaca
  - Tambor llamador

- Grupo de gaitas
  - Gaita macho
  - Gaita hembra
  - Gaita corta (solista)
  - Tambor alegre
  - Tambor llamador
  - Tambora
  - Maracas
  - Maracón
  - Hojita de limón

- Picó champetero
  - Computador
  - Altavoces

Géneros
| - Berroche - Bullerengue - Champeta - Chandé - Chalupa - Cumbia - Cumbión - Fandango - Fandango de Lengua - Grito e' monte - Guacherna - Guaracha - Jalao - Lumbalú - Maestranza - Mapalé | - Merecumbé - Millo - Parrandín - Paseaíto - Perillero - Porro - Puya - Son faroto - Son de Garabato - Son de Negro - Son Sabanero - Son Palenquero - Tambora (Golpe de tambora) - Terapia - Zafra |

### Eje del Caribe Oriental
| Eje musical del Caribe Oriental |                                                                         |
|                                 |                                                                         |
| Ubicación                       | Acordeón diatónico, instrumento común de la música de este eje musical. |

Este eje comprende los departamentos colombianos sobre el Caribe continental oriental, a saber Guajira, Magdalena y César. Sus prácticas musicales han tenido un desarrollo durante el siglo XX y se han popularizado por toda Colombia y otros países de Latinoamérica para la segunda parte de este siglo y el XXI con artistas como Carlos Vives. El Festival de la Leyenda Vallenata representa el mayor evento dedicado a estas músicas. El 1 de diciembre de 2015 el ritmo insignia de este eje fue incluido en la lista de Patrimonio Cultural Inmaterial de la Humanidad, en la lista de salvaguardia urgente por la Unesco.
Formatos de instrumentación
- Conjunto de acordeón
  - Acordeón diatónico
  - Caja vallenata
  - Guacharaca
  - Bajo eléctrico
  - Guitarra

- Conjunto de cuerdas
  - Guitarra
  - Bajo eléctrico

Géneros
- Vallenato y sus aires:
  - Paseo
  - Son
  - Merengue
  - Puya
  - Tambora
- Abambucao
- Pajarito
- Piqueria
- Romanza vallenata

### Eje musical del Pacífico Norte
| Eje musical del Pacífico Norte |                                                                 |
|                                |                                                                 |
| Ubicación                      | Bombardino, instrumento común de la música de este eje musical. |

Este eje comprende el departamento del Chocó, sobre el Pacífico. Sus prácticas musicales han visto un proceso de popularización durante el siglo XXI gracias a nuevas tendencias musicales con grupos como Chocquibtown y se han fortalecido en su esencia más tradicional gracias a la declaración como patrimonio de la Humanidad a las Fiestas de San Pacho en la capital del departamento, Quibdó, siendo el evento más grande en el que se practica este tipo de músicas.
Formatos de instrumentación
- Chirimía
  - Guitarra
  - Bajo eléctrico
  - Redoblante
  - Bombo
  - Platillos
  - Clarinete
  - Bombardino
  - Trompeta
  - Trombón

Géneros
- Abozao chocoano
- Aguabajo
- Arrullo
- Bunde chocoano
- Calipso chocoano
- Contradanza chocoana
- Danza chocoana
- Foxtross chocoano
- Makerule
- Mazurka chocoana
- Jota chocoana
- Pasillo chocoano
- Polka chocoana
- Porro chocoano
- Saporrondón o Sapo-Rondó
- Son chocoano
- Stross
- Tamborito chocoano

### Eje musical del Pacífico Sur
| Eje musical del Pacífico Sur |                                                                                   |
|                              |                                                                                   |
| Ubicación                    | Niños tocando la marimba interpretando el Currulao, eje musical del Pacífico Sur. |

Está comprendido por el territorio costero de los departamentos de Nariño, Cauca y Valle del Cauca. No obstante la ciudad de Santiago de Cali ha tenido un papel muy importante en la apropiación y divulgación de estas músicas gracias a festivales como el Petronio Álvarez. La música de la región del Pacífico Sur fue declarada en 2015 como Patrimonio Inmaterial según la UNESCO. etc.
Formatos de instrumentación
- Conjunto de marimba
  - Marimba de Chonta
  - Guasá
  - Bombo
  - Cunco macho
  - Cununo hembra

- Cantos accappella
  - Voz

Géneros
| - Abozao - Amadores - Alabao - Andarele o Amanecer - Arrullo - Bambara Negra - Bambuco Viejo - Berejú - Boga - Caderona - Canto de Boga - Chigualo o Gualí - Currulao y sus derivaciones: - Corona - Caramba. - Juga y sus derivaciones: - Laboreo - Grande - Arullo. - Golpe (Bunde-golpe) - La Caramba - La Madruga - Pango o Pangora - Patacoré - Pregón | - Romance - Rumba - Salsa choke - Salve - Tamborito caucano - Tiguarandó - Villancico |

### Eje musical Andino Nor-occidental
| Eje musical Andino Nor-occidental |                                                                          |
|                                   |                                                                          |
| Ubicación                         | Trovadores en la Feria de las Flores, eje musical Andino Nor-occidental. |

Esta parte de territorio comprende toda la región paisa: departamentos de Risaralda, Antioquia (sin Urabá), Quindío y Caldas. Las ciudades de Manizales y de Medellín han tenido un papel muy importante en la apropiación y divulgación de estas músicas gracias a sus eventos folclóricos: La Feria de las Flores. (Medellín) al igual que la feria de Manizales y su festival de trovas.
Instrumentos
- Acordeón cromático
- Bandola andina
- Bandolina
- Tiple
- Guitarra
- Contrabajo
- Cucharas
- Güiro
- Maracas
- Tiplerrequinto

Géneros
| - Bolero - Música Popular colombiana - Chotis - Contradanza - Gallinazo - Merengue Bambuquiao - Merengue Campesino - Parranda - Merengue parrandero - Porro parrandero - Baile bravo - Paseo parrandero - Pasillo parrandero - Corrigua - Currulao parrandero | - Danzón - Mazurca - Paseo Paisa - Pasillo - Pasillo montañero - Pasodoble - Polka - Porro antioqueño - Redova - Shirú - Son Paisa - Trova paisa - Vueltas Antioqueñas |

### Eje musical Andino Centro-oriental
| Eje musical Andino Centro-oriental |                                   |
|                                    |                                   |
| Ubicación                          | Jóvenes tocando bandolas andinas. |

A esta parte de territorio comprende los departamentos de Cundinamarca, Boyacá, Santander y Norte de Santander. Muchas poblaciones han tenido un papel determinante en la apropiación y divulgación de estas músicas. Algunos de los eventos que más apoyan estas manifestaciones musicales son el Festivalito Ruitoqueño en Floridablanca, Santander o en los múltiples "Aguinaldos" realizados en el departamento de Boyacá, durante épocas navideñas raíces.
Instrumentos
- Bandola
- Tiple
- Guitarra
- Cucharas de palo
- Güiro
- Requinto
- Chucho (también llamado mate o guache de totuma).
- Esterilla
- Pandereta
- Raspa de caña o ranuras
- Carraca

Géneros
- Aire Criollo
- Bambuco
- Carranga o rumba carranguera
- Carrilera
- Coplas cundiboyacenses
- Danza andina colombiana
- Fandanguillo Criollo
- Guasca
- Guabina
- Joropo de Montaña
- Merengue Apurado
- Merengue Joropeado
- Merengue Carranguero
- Mojiganga
- Moños
- Pasillo
  - Pasillo de salón
- Rumba Criolla
- Rumba Amarrada
- Rumba "aporriadito"
- Rumba Campesina
- Suite andina colombiana, compuesto tradicionalmente por: 
  - Danza andina colombiana
  - Guabina
  - Torbellino
  - Vals andino colombiano
  - Bambuco
  - Pasillo
- Torbellino
- Vals andino colombiano
- Villancico

### Eje musical Andino Centro-sur
| Eje musical Andino Centro-sur |                                                             |
|                               |                                                             |
| Ubicación                     | Bailando sanjuaneros en las Fiestas de San Pedro, en Neiva. |

Esta parte de territorio está comprendida por los departamentos de Tolima y Huila. El Festival Folclórico de Ibagué y las Fiestas de San Juan y San Pedro en Neiva son quizás los eventos más importantes que apoyan este tipo de manifestaciones musicales.
Formatos
- Cucamba
- Estudiantina

Instrumentos
- Bandola
- Carángano
- Carraca
- Chucho
- Cien patas
- Esterilla
- Flauta de queco
- Guache
- Güiro
- Guitarra
- Lira
- Maracas
- Pandereta
- Puerca
- Raspa de caña
- Redoblante
- Requinto
- Tambor chimborrio
- Tiple
- Tambora
- Yaporojas

Géneros
| - Bambuco canción - Bambuco fiestero - Bunde - Baile Bravo - Caña - Cañabrava - Pasillo canción - Pasillo fiestero - Sanjuanero huilense - Sanjuanero tolimense | - Rajaleña - Tonada de El Caguán - Tonada de Fortalecillas - Tonada de La Plata - Tonada de Peñas Blancas - Tonada de Teruel - Tonada de Tello - Tonada de Santamaría - Rumba opita |

### Eje musical Andino Sur-occidental
| Eje musical Andino Sur-occidental |                                                                        |
|                                   |                                                                        |
| Ubicación                         | Joven tocando una zampoña en el Carnaval de Negros y Blancos en Pasto. |

Esta parte de territorio está comprendida por los departamentos de Nariño y parte del Cauca y del Putumayo. Este eje musical recibió mucha influencia por parte del área andina Incaica proveniente de otros países andinos como Ecuador, Perú y Bolivia -después de todo el Imperio Inca se extendió hacia el norte hasta la ciudad de Pasto en el departamento de Nariño. Esto se puede percibir al observarse el uso de instrumentos como las zampoñas y el charango. El festival que más promueve este tipo de músicas es el Carnaval de Negros y Blancos en la ciudad de Pasto.
Ensambles
- Banda de flautas
- Cacharpaya
- Chirimía Caucana
- Cuerdas andinas
- Murga carnavalera

Instrumentos
- Bandola
- Bombo
- Charrasca
- Tiple
- Requinto
- Guitarra
- Charango
- Maracas
- Redoblante
- Cascabeles
- Tarka
- Flauta segundera
- Flauta traversa
- Tambora
- Quena
- Quijada de burro
- Zampoña
- Platillos
- Triángulo
- Mates
- Moceño
- Zanka
- Toyo
- Pincullo

Géneros
| - Albazo - Bambuco Sureño - Bambuco Caucano - Bambuco Patiano - Danza andina - Carnavalito | - Huayno - Marcha Andina - Pasaje Andino - Sanjuanito - Rumba Pastusa - Son Sureño |

### Eje musical Llanero
| Eje musical Llanero |                             |
|                     |                             |
| Ubicación           | Intérprete de arpa llanera. |

El folclor llanero es uno de los más puros y auténticos sonidos que le dan a Colombia. Se puede afirmar que la música llanera es patrimonio de Colombia y Venezuela. 
Sus 5 fiestas principales de su hermosa música son las  Cuadrillas de San Martin de los Llanos (Patrimonio Inmaterial de la Nación), el Festival de la negrera, el Festival nacional de la canción y el Torneo internacional del joropo, las fiestas patronales de Arauca y por último en el encuentro mundial de coleo
Instrumentos
- Arpa llanera
- Bandola llanera
- Cuatro
- Maracas
- Bajo eléctrico

Géneros
- Cachicama
- Cacho Pelao
- Catira
- Chipola
- Contrapunteo
- Corrío
- El Carnaval
- Galerón
- Gaván
- Gavilán
- Guacaba
- Guacharaca
- Juana Guerrero
- Joropo
- La Paloma
- Las Tres Damas
- Los Diamantes
- Los Mamonales
- Merecure
- Moña o Moño
- Nuevo Callao
- Numerao
- Pajarillo
- Pasaje
- Periquera
- Perro de Agua
- Poema llanero
- Quirpa
- Quitapesares
- Revuelta
- San Rafael
- Seis por derecho
- Zumba-que-zumba
- Tonadas Indígenas

### Eje musical de Frontera / Amazónico
| Eje musical de Frontera / Amazónico |                        |
|                                     |                        |
| Ubicación                           | Dulzainas o armónicas. |

Está comprendido por el territorio fronterizo del departamento de Amazonas y Putumayo. La música de esta región ha recibido influencias constantes de los países limítrofes de Brasil y Perú, evidenciándose cada vez más una mezcla de ritmos que ha dado como consecuencia géneros musicales propios de esta región como lo es la paseata, convertida hoy en el ritmo musical que más identifica esta región, siendo "Mariquiña" o "Mariquinha" la paseata más famosa compuesta por el cantautor leticiano Pedro Bernal Méndez. La ciudad de Leticia ha tenido un papel muy importante en la apropiación y divulgación de estas músicas gracias a festivales como el Pirarucú de Oro, celebrado en el mes de diciembre, en donde participan artistas no solo de esta región colombiana, sino también de Perú y Brasil.
Ensambles
- Murga amazónica
- Batucada

Instrumentos
- Armónica, llamada "dulzaina", "rondín" o "vialejo" en la región.[12]
- Cavaquiño
- Guitarra
- Bandoneón o Concertina
- Bastón sonajero
- Campana
- Bajo eléctrico
- Marímbula
- Manguaré
- Claves
- Guacharaca
- Shakers
- Tambores
- Triángulo
- Pandereta
- Zumbador
- Pincullo
- Guitarra Peruana

Géneros
| - Batuques - Baión o Baiâo - Brega o Calipso amazónico - Caricumbia - Carimbó - Ciría - Cuaddrilla - Danzón - Dobrado - Fojó o Forró - Lambada - Mixtianas - Paseata - Porsam o Porrosamba - Cumbia amazónica - Cumbia peruana - Cumbia colombiana | - Samba - Sirimbó - Sanjuanito - Chimaichi o Huayno amazónico - Bambuco - Pasacalle o Marcha amazónica - Pasillo - Sanjuanero - Tangarana - Tecnocumbia - Xote o Choti - Vals Criollo - Vals peruano - Música criolla - Música negra - Merengure campesino - Tonadas indígenas |

### Eje musical Isleño
| Eje musical Isleño | |
|                    | |
| Ubicación          | Mujer raizal desfila en San Andrés durante las celebraciones del día de la independencia de Colombia. |

Este eje comprende las islas colombianas del archipiélago de San Andrés y Providencia en el Caribe. Sus prácticas musicales son herencia de un proceso de intercambio cultural en el Caribe cuyas influencias más grandes provienen de Jamaica, Trinidad y Tobago, Colombia continental, Cuba y Estados Unidos. Quizás la festvidad que más celebra estas música es el "Green Moon Festival" o "Festival de la Luna Verde" en la isla de San Andrés.
Formatos de instrumentación
- Ensamble popular:
  - Guitarra
  - Bajo eléctrico
  - Batería

- Ensamble tradicional:
  - Mandolina
  - Guitarra
  - Tinaja
  - Fidle o Violín
  - Maracas
  - Clave
  - Jawbone, Carraca o quijada
  - Acordeón

- Coros eclesiásticos
- Formato urbano

Géneros
| - Calipso - Calypseguetta - Foxtrot - Mazurka - Mento - Mode Up - Dancehall - Pasillo Isleño - Polka | - Praise Hymn - Quadrille - Rancha - Reggae - Schottis - Soca - Ska - Vals isleño - Zouk |

### Eje musical de los Valles Interandinos del Pacífico
| Eje musical de los Valles Interandinos del Pacífico |                                              |
|                                                     |                                              |
| Ubicación                                           | Violín fabricado en Patía, Cauca (Colombia). |

La base musical de esta región tiene sus raíces en la cultura afrodescendiente, dando origen al bambuco patiano. Este territorio se destaca por ser uno de los más diversos en cuanto a su composición étnica, racial y cultural en todo el país. Un ejemplo notable es la convergencia de las músicas negras andinas con la música indígena y campesina mestiza andina, especialmente alrededor de los violines caucanos o violines negros, que simbolizan a las comunidades afro-caucanas y del sur del Valle del Cauca. Las músicas con origen campesino, como la juga/fuga y el torbellino, tradicionalmente están vinculadas a las Adoraciones al Niño Dios, experimentan una renovación y reinterpretación en la modernidad gracias al ingenio de las nuevas generaciones. Este fenómeno musical no solo refleja la diversidad cultural, sino también la vitalidad y continuidad de estas tradiciones en el contexto contemporáneo. 
Instrumentos
- Violín
- Guitarra
- Maracas
- Bandola
- Tambora
- Güiro
- Bongoes
- Tiple
- Cucharas
- Contrabajo
- Cencerro
- Platillos

Géneros
- Fuga o Juga de adoración
- Torbellino Negro
- Son Patiano
- Bambuco patiano o "de negros", se divide en dos:
  - Bambuco paseao
  - Bambuco volteao